# Пожить немножко
«Пожить немножко» (исп. Vivir un poco) — мексиканский 165-серийный мелодраматический сериал с элементами детектива, боевика и триллера 1985 года производства кинокомпании Televisa. Спустя 20 лет был снят ремейк — телесериал Мачеха, точь-в-точь повторяющий его сюжет.

## Сюжет
1965 год. Группа друзей отправляется отдохнуть в Буэнос-Айрес. Счастливые дни отпуска заканчиваются, когда однажды ночью в одном из гостиничных номеров происходит убийство. Была застрелена Марта. Андреа Сантос, услышав выстрел в комнате Марты, спешит туда. Застать преступника ей не удается, но на месте преступления остается орудие убийства — пистолет. Андреа необдуманно берет его в руки, таким образом оставив улики против себя. На основании этих доказательств Андреа приговаривается к пожизненному тюремному заключению за убийство, которого она не совершала, и отправляется в тюрьму, несмотря на свою беременность. Её супруг, Грегорио Мериса Обрегон, заочно разводится с ней, от неё отворачиваются все друзья. В тюрьме над Андреа жестоко издеваются заключённые, она мужественно терпит всё это и в конце концов сама ожесточается.
1985 год. Минуло 20 лет, Андреа  — самая давняя обитательница своей тюрьмы. Все заключённые теперь подчиняются ей. В её невиновность верит её адвокат и падре Бениньо. Падре отправляет ей передачи с едой и глиной для лепки — Андреа делает поделки, чтобы скрасить времяпрепровождение в тюрьме. После двенадцати прошений о помиловании её всё же выпускают из тюрьмы. Она собирается вернуться в Мексику. Тем временем её бывший муж собирается жениться на Магдалене.

## Создатели телесериала

### В ролях
- Анхелика Арагон — Андреа Сантос де Мериса Обрегон
- Рохелио Герра — Грегорио Мериса Обрегон
- Беатрис Шеридан — Аура Мериса Обрегон Кортазар
- Ирма Лосано — Роза Мериса Обрегон Кортазар
- Хуан Антонио Эдвардс — Рохелио Андрева Эстравадос
- Фелисия Меркадо — Магдалена Армандерос Давалос
- Клаудио Баес — Армандо Ларреа Гомес
- Нурия Бахес — Альфонсина Давалос де Ларреа
- Грегорио Касаль — Гонсало Маркос
- Инес Моралес — Лилия Пастора де Маркос
- Карлос Ансира — Абундасио Льянос-дель-Торо
- Артуро Пениче — Адриан Мериса Обрегон
- Патрисия Перейра — Афина Мериса Обрегон
- Альберто Маяготья — Альдо Мериса Обрегон
- Роберто Бальестерос — Маркос Льянос-дель-Торо
- Мануэль «Флако» Ибаньес — Леонардо Рафаэль Фернандес
- Рафаэль Инклан — Филогонио Льянос-дель-Торо «Марабунта»
- Аугусто Бенедико — Падре Бениньо
- Альма Дельфина — Паулина Фернандес
- Хайме Гарса — Тинторетто Фернандес
- Юла Посо — Онеста де Фернандес
- Аурора Молина — Висента «Ла Муда»
- Лилиана Веймер — Сильвина
- Мария Мартин — Ла-Баронесса
- Гастон Тусе — Алехандро Лучино
- Алехандро Ландеро — Мальчик
- Мигель Кейн — Рохелио (10 лет)
- Клаудия Пуэнзо — Афина (7 лет)
- Бернхардт Зейферт — Адриан (10 лет)
- Вольф Рубинский — мэр
- Аурора Клавель — секретарь Андреа
- Сесилия Габриэла — секретарь Грегорио
- Бетти Катания — Джина
- Роксана Сауседо — Серена
- Хорхе Лават — Антонио
- Ракель Аргандоньа — Ракель
- Клэр Д'Аккарон — Марта Эстравадос де Андраве
- Херардо Мургия
- Синтия Клитбо
- Омар Фьерро
- Рене Муньос

### Административная группа
- оригинальный текст: Артуро Мойя Грау , Паулиньо де Оливейра
- либретто: Карлос Ромеро
- дополнительные диалоги: Хесус Кальсада
- музыкальная тема заставки: Vivir un poco
- автор текста песни и музыки: Ампаро Рубин
- сценография: Мария Кристина Мартинес де Веласко
- атмосфера: Ана Елена Наварро
- художники по костюмам: Нора Алеман, Франциско Хавьер Пачеко
- композитор: Хавьер Ортега
- осветитель на съёмках: Хесус Рая Лара
- редактор: Алехандро Фрутос Маса
- начальник производства: Клаудия Гальвес
- надзор за экстерьерами: Сальвадор Мехиа Алехандре
- координатор производства: Анджелли Несма Медина
- операторы-постановщики: Эрнесто Арреола, Леопольдо Террасас, Мануэль Руис Эспарса
- ассистентка режиссёров: Беатрис Шеридан
- режиссёры-постановщики: Рафаэль Банкельс , Педро Дамиан
- продюсер: Валентин Пимштейн

## Награды и премии

### TVyNovelas(6 из 16)
| Номинация                   | Персона              | Итоги премии |
| --------------------------- | -------------------- | ------------ |
| Лучшая теленовелла          | Валентин Пимштейн    | проигрыш     |
| Лучшая актриса              | Анхелика Арагон      | ПОБЕДА       |
| Лучший актёр                | Рохелио Герра        | проигрыш     |
| Лучшая злодейка             | Беатрис Шеридан      | проигрыш     |
| Лучший опытный актёр        | Карлос Ансира        | ПОБЕДА       |
| Лучший опытный актёр        | Аугусто Бенедико     | проигрыш     |
| Лучший опытный актёр        | Рафаэль Инклан       | проигрыш     |
| Лучшая опытная актриса      | Ирма Лосано          | проигрыш     |
| Лучшая молодая актриса      | Альма Дельфина       | проигрыш     |
| Лучший молодой актёр        | Хуан Антонио Эдвардс | ПОБЕДА       |
| Лучший молодой актёр        | Артуро Пениче        | проигрыш     |
| Лучший молодой актёр        | Хайме Гарса          | проигрыш     |
| Лучшее мужское откровение   | Артуро Пениче        | ПОБЕДА       |
| Лучшее мужское откровение   | Альберто Маяготья    | проигрыш     |
| Лучший режиссёр-постановщик | Рафаэль Банкельс     | ПОБЕДА       |
| Лучшая дебютантка           | Патрисия Перейра     | ПОБЕДА       |